# 黒岩秩子
黒岩 秩子（くろいわ ちづこ、旧姓：北大路、1940年1月4日 - ）は、日本の政治家。元参議院議員（1期）。社会福祉法人理事長。

## 来歴
愛知県名古屋市出身。品川区立第二延山小学校、目黒区立第九中学校、東京都立日比谷高等学校卒業。同高校の同級生に加藤紘一、保岡興治、利根川進、山尾三省などがいた。1958年（昭和33年）4月、東京大学理科Ⅰ類入学。1960年（昭和35年）、学生運動で知り合った黒岩卓夫と学生結婚。1963年（昭和38年）3月、東京大学理学部数学科卒業。同年、京華女子高等学校に数学教諭として奉職。1968年（昭和43年）、公立高校教師に転身し東京都立杉並高等学校に異動。
1970年、保母に転職し、1971年、1年前に医師として赴任した夫に続いて新潟県南魚沼郡大和町浦佐（現:南魚沼市浦佐）に引っ越す。1971年から18年間、大和町立保育所保育士として勤務。この間、黒岩卓夫との間に黒岩宇洋をはじめ7人の子供をもうける。
1990年、保育士退職。大地塾を始める（1998年閉鎖）。
1995年（平成7年）7月26日執行の第17回参議院議員通常選挙に、新党さきがけから比例代表に立候補するも、落選。2001年（平成13年）3月、堂本暁子参議院議員の千葉県知事選挙立候補による退職に伴い繰上当選。5か月間議員を務める。中村敦夫と院内会派「さきがけ環境会議」を組織。
2001年（平成13年）7月29日執行の第19回参議院議員通常選挙に、無所属で東京都選挙区から立候補するも落選。
2007年（平成19年）3月から、社会福祉法人桐鈴会の理事長に就任。

## 家族・親族
家系は旧男爵の北大路家で、祖父は元貴族院議員の北大路實信、伯父は元貴族院議員の北大路信明。
夫：黒岩卓夫（たくお）医師、東京大学医学部卒業、
長男：黒岩宇洋（たかひろ）政治家、東京大学法学部中退
四男：黒岩揺光（ようこう）南魚沼市議会議員、コミュニケーションスペシャリスト、元毎日新聞記者、元国連職員、マイアミ大学卒業、ユトレヒト大学大学院修了。韓国人の前妻・スージンは2016年9月、ヨルダンで長男出産後に死亡した。